# Đoàn Kết, Vân Đồn
Đoàn Kết là một xã thuộc huyện Vân Đồn, tỉnh Quảng Ninh, Việt Nam.
Xã Đoàn Kết có diện tích 38,96 km², dân số năm 1999 là 2364 người, mật độ dân số đạt 61 người/km².
Xã Đoàn Kết là nơi tọa lạc của Cảng hàng không quốc tế Vân Đồn.